# Al-Ba'th (journal)
Al-Ba'th (en arabe : البَعْث Al-Baʿth, qui signifie « la résurrection »), fondé en 1949, est un des trois quotidiens officiels de la Syrie.